# Liste des monuments classés du gouvernorat de Kasserine
Cette liste des monuments classés du gouvernorat de Kasserine est une liste des monuments historiques et archéologiques protégés et classés du gouvernorat de Kasserine établie par l'Institut national du patrimoine de Tunisie.

## Liste
| Identifiant monument | Site                  | Monument | Adresse | Date de classement | Décret           | Coordonnées                      | Illustration |                       |
| -------------------- | --------------------- | --- | ------- | ------------------ | ---------------- | -------------------------------- | --- | --------------------- |
| 42-1                 | Sidi Zerdid           | 12 pressoirs romains, à 11 kilomètres au sud de la station de Kasserine |         | 25 janvier 1922    | 25 janvier 1922  | à géolocaliser                   | Image manquante Téléverser                                                                                                   | Télécharger une image |
| 42-2                 | Kasserine             | Barrage citerne sur l'oued Derb |         | 26 janvier 1893    | 26 janvier 1893  | à géolocaliser                   | Barrage citerne sur l'oued Derb                                                                                              | Télécharger une image |
| 42-3                 | Kasserine             | Basilique |         | 26 janvier 1893    | 26 janvier 1893  | à géolocaliser                   | Basilique | Télécharger une image |
| 42-4                 | Kasserine             | Restes du théâtre |         | 26 janvier 1893    | 26 janvier 1893  | 35° 10′ 03″ nord, 8° 47′ 58″ est | Restes du théâtre | Télécharger une image |
| 42-5                 | Kasserine             | Mausolée des Petronii, à 1 000 mètres à l'est de l'oued Kasserin |         | 26 janvier 1893    | 26 janvier 1893  | à géolocaliser                   | Mausolée des Petronii, à 1 000 mètres à l'est de l'oued Kasserin                                                             | Télécharger une image |
| 42-6                 | Kasserine             | Grand mausolée des Flavii, à trois étages ; et celui des Petrouii |         | 26 janvier 1893    | 26 janvier 1893  | 35° 10′ 26″ nord, 8° 47′ 53″ est | Grand mausolée des Flavii, à trois étages ; et celui des Petrouii                                                            | Télécharger une image |
| 42-7                 | Kasserine             | Porte monumentale dédiée par Q. Manilius Félix à la Colonia Cillitana et réparée sous Constantin                                                                                          |         | 26 janvier 1893    | 26 janvier 1893  | à géolocaliser                   | Porte monumentale dédiée par Q. Manilius Félix à la Colonia Cillitana et réparée sous Constantin                             | Télécharger une image |
| 42-8                 | Bou Dries             | Basilique chrétienne |         | 3 mars 1915        | 3 mars 1915      | à géolocaliser                   | Image manquante Téléverser                                                                                                   | Télécharger une image |
| 42-9                 | Houch el-Kheima       | Tombe romaine |         | 13 mars 1928       |                  | à géolocaliser                   | Image manquante Téléverser                                                                                                   | Télécharger une image |
| 42-10                | Haïdra                | Édifice carré situé à 200 m. à l'Ouest de l'arc de Septime Sévère |         | 16 novembre 1928   | 16 novembre 1928 | à géolocaliser                   | Image manquante Téléverser                                                                                                   | Télécharger une image |
| 42-11                | Haïdra                | Édifice dont la façade percée de 5 grandes fenêtres située à 60 m. au Nord de l'angle Nord-Est de la citadelle                                                                            |         | 16 novembre 1928   | 16 novembre 1928 | à géolocaliser                   | Édifice dont la façade percée de 5 grandes fenêtres située à 60 m. au Nord de l'angle Nord-Est de la citadelle               | Télécharger une image |
| 42-12                | Haïdra                | Église sans abside, pavée de dalles funéraires à inscriptions, non loin du théâtre |         | 26 janvier 1893    | 26 janvier 1893  | à géolocaliser                   | Église sans abside, pavée de dalles funéraires à inscriptions, non loin du théâtre                                           | Télécharger une image |
| 42-13                | Haïdra                | Grande citadelle reconstruite sous Justinien |         | 26 janvier 1893    | 26 janvier 1893  | 35° 33′ 49″ nord, 8° 27′ 14″ est | Grande citadelle reconstruite sous Justinien                                                                                 | Télécharger une image |
| 42-14                | Haïdra                | Quais sur les deux rives de l'oued Haïdra, à l'Est de la citadelle |         | 16 novembre 1928   | 16 novembre 1928 | à géolocaliser                   | Image manquante Téléverser                                                                                                   | Télécharger une image |
| 42-15                | Haïdra                | Grande colonne de 10 mètres, faite de tambours superposés au Nord-Ouest de la citadelle                                                                                                   |         | 26 janvier 1893    | 26 janvier 1893  | à géolocaliser                   | Grande colonne de 10 mètres, faite de tambours superposés au Nord-Ouest de la citadelle                                      | Télécharger une image |
| 42-16                | Haïdra                | Salle couverte de grandes dalles situées au Sud du monastère et à 130 mètres au Nord-Est de l'angle Nord-Est de la citadelle                                                              |         | 16 novembre 1928   | 16 novembre 1928 | à géolocaliser                   | Salle couverte de grandes dalles situées au Sud du monastère et à 130 mètres au Nord-Est de l'angle Nord-Est de la citadelle | Télécharger une image |
| 42-17                | Haïdra                | Mausolée hexagonal, à deux étages à l'ouest des ruines |         | 26 janvier 1893    | 26 janvier 1893  | à géolocaliser                   | Mausolée hexagonal, à deux étages à l'ouest des ruines                                                                       | Télécharger une image |
| 42-18                | Haïdra                | Mausolée en forme de temple, à quatre colonnes corinthiennes sur un soubassement portant une inscription latine                                                                           |         | 26 janvier 1893    | 26 janvier 1893  | à géolocaliser                   | Mausolée en forme de temple, à quatre colonnes corinthiennes sur un soubassement portant une inscription latine              | Télécharger une image |
| 42-19                | Haïdra                | Mausolée quadrangulaire à 220 m. au nord de l'arc de Septime Sévère et les cippes qui l'entourent                                                                                         |         | 16 novembre 1928   | 16 novembre 1928 | à géolocaliser                   | Mausolée quadrangulaire à 220 m. au nord de l'arc de Septime Sévère et les cippes qui l'entourent                            | Télécharger une image |
| 42-20                | Haïdra                | Mausolées situés à 80, 120, 200 mètres, à l'Est de l'arc de Septime Sévère |         | 16 novembre 1928   | 16 novembre 1928 | à géolocaliser                   | Image manquante Téléverser                                                                                                   | Télécharger une image |
| 42-21                | Haïdra                | Petit arc triomphal sur la rive droite de l'oued |         | 26 janvier 1893    | 26 janvier 1893  | à géolocaliser                   | Petit arc triomphal sur la rive droite de l'oued                                                                             | Télécharger une image |
| 42-22                | Haïdra                | Église et couvent placés à l'est des ruines et comprenant une nef, une abside, deux bas côtés, une cour longue à double escalier, deux chambres carrées, une cour carrée avec une citerne |         | 26 janvier 1893    | 26 janvier 1893  | à géolocaliser                   | Image manquante Téléverser                                                                                                   | Télécharger une image |
| 42-23                | Haïdra                | Ruines de la basilique proprement dite, placée au nord de la citadelle |         | 26 janvier 1893    | 26 janvier 1893  | à géolocaliser                   | Image manquante Téléverser                                                                                                   | Télécharger une image |
| 42-24                | Haïdra                | Église placée auprès de la basilique, dont il subsiste des vestiges de la nef, des bas côtés et de l'abside                                                                               |         | 26 janvier 1893    | 26 janvier 1893  | à géolocaliser                   | Image manquante Téléverser                                                                                                   | Télécharger une image |
| 42-25                | Haïdra                | Citerne qui est dans la citadelle |         | 26 janvier 1893    | 26 janvier 1893  | à géolocaliser                   | Image manquante Téléverser                                                                                                   | Télécharger une image |
| 42-26                | Haïdra                | Vestiges du théâtre et de ses portiques réparés sous Dioclétien et Maximien |         | 26 janvier 1893    | 26 janvier 1893  | 35° 33′ 59″ nord, 8° 27′ 27″ est | Vestiges du théâtre et de ses portiques réparés sous Dioclétien et Maximien                                                  | Télécharger une image |
| 42-27                | Haïdra                | Établissement agricole situé sur la rive droite de l'oued à 250 mètres au Sud-Ouest de l'angle Sud-Ouest de la citadelle                                                                  |         | 16 novembre 1928   | 16 novembre 1928 | à géolocaliser                   | Image manquante Téléverser                                                                                                   | Télécharger une image |
| 42-28                | Haïdra                | Édifice circulaire et enceinte carrée de grand appareil l'environnant situés à 160 mètres à l'Est de la citadelle                                                                         |         | 16 novembre 1928   | 16 novembre 1928 | à géolocaliser                   | Image manquante Téléverser                                                                                                   | Télécharger une image |
| 42-29                | Haïdra                | Édifice à abside située à 200 mètres de l'angle Nord-Ouest de la citadelle byzantine et ses dépendances                                                                                   |         | 16 novembre 1928   | 16 novembre 1928 | à géolocaliser                   | Image manquante Téléverser                                                                                                   | Télécharger une image |
| 42-30                | Haïdra                | Culées du pont sur un affluent de l'oued Haïdra, situées à 20 mètres au Nord-Ouest du mausolée hexagonal                                                                                  |         | 16 novembre 1928   | 16 novembre 1928 | à géolocaliser                   | Image manquante Téléverser                                                                                                   | Télécharger une image |
| 42-31                | Haïdra                | Petite église qui est à l'intérieur de la citadelle et dont l'abside subsiste encore, près de l'une des tours carrées à l'ouest                                                           |         | 26 janvier 1893    | 26 janvier 1893  | à géolocaliser                   | Image manquante Téléverser                                                                                                   | Télécharger une image |
| 42-32                | Haïdra                | Restes du pont sur l'oued Haïdra au sud de la citadelle |         | 16 novembre 1928   | 16 novembre 1928 | à géolocaliser                   | Image manquante Téléverser                                                                                                   | Télécharger une image |
| 42-33                | Haïdra                | Grand arc triomphal dédié à Septime Sévère en 195 par décret des décursions, enclavé dans une enceinte d'époque byzantine                                                                 |         | 26 janvier 1893    | 26 janvier 1893  | 35° 33′ 57″ nord, 8° 27′ 34″ est | Grand arc triomphal dédié à Septime Sévère en 195 par décret des décursions, enclavé dans une enceinte d'époque byzantine    | Télécharger une image |
| 42-34                | Sbiba                 | Enceintes rectangulaires A, B et C |         | 8 mai 1895         | 8 mai 1895       | à géolocaliser                   | Enceintes rectangulaires A, B et C                                                                                           | Télécharger une image |
| 42-35                | Sbiba                 | Djama de Sidi Okba |         | 8 mai 1895         | 8 mai 1895       | à géolocaliser                   | Djama de Sidi Okba | Télécharger une image |
| 42-36                | Sbiba                 | Nymphée demi-circulaire |         | 8 mai 1895         | 8 mai 1895       | à géolocaliser                   | Nymphée demi-circulaire | Télécharger une image |
| 42-37                | Sbeïtla               | Thermes d'hiver |         | 25 janvier 1922    | 25 janvier 1922  | 35° 14′ 23″ nord, 9° 07′ 17″ est | Thermes d'hiver | Télécharger une image |
| 42-38                | Sbeïtla               | Enceinte byzantine des trois temples |         | 19 mars 1894       | 19 mars 1894     | à géolocaliser                   | Image manquante Téléverser                                                                                                   | Télécharger une image |
| 42-39                | Sbeïtla               | Pont aqueduc |         | 19 mars 1894       | 19 mars 1894     | 35° 14′ 43″ nord, 9° 07′ 04″ est | Pont aqueduc | Télécharger une image |
| 42-40                | Sbeïtla               | Ruines du théâtre |         | 19 mars 1894       | 19 mars 1894     | 35° 14′ 23″ nord, 9° 07′ 21″ est | Ruines du théâtre | Télécharger une image |
| 42-41                | Sbeïtla               | Trois temples |         | 19 mars 1894       | 19 mars 1894     | 35° 14′ 26″ nord, 9° 07′ 10″ est | Trois temples | Télécharger une image |
| 42-42                | Sbeïtla               | Temple isolé |         | 19 mars 1894       | 19 mars 1894     | 35° 14′ 36″ nord, 9° 06′ 59″ est | Temple isolé | Télécharger une image |
| 42-43                | Sbeïtla               | Arc triomphal d'Antonin et de Marc Aurèle devant les temples |         | 19 mars 1894       | 19 mars 1894     | 35° 14′ 25″ nord, 9° 07′ 12″ est | Arc triomphal d'Antonin et de Marc Aurèle devant les temples                                                                 | Télécharger une image |
| 42-44                | Sbeïtla               | Arc de Dioclétien |         | 19 mars 1894       | 19 mars 1894     | 35° 14′ 08″ nord, 9° 07′ 25″ est | Arc de Dioclétien | Télécharger une image |
| 42-45                | Sbeïtla               | Basilique au sud-est de l'arc d'Antonin avec son baptistère |         | 13 mars 1912       | 13 mars 1912     | 35° 14′ 25″ nord, 9° 07′ 16″ est | Basilique au sud-est de l'arc d'Antonin avec son baptistère                                                                  | Télécharger une image |
| 42-46                | Sbeïtla               | Église du prêtre Vitalis et son baptistère |         | 3 mai 1920         | 3 mai 1920       | 35° 14′ 31″ nord, 9° 07′ 10″ est | Église du prêtre Vitalis et son baptistère                                                                                   | Télécharger une image |
| 42-47                | Sbeïtla               | Basilique de Bellator et ses dépendances |         | 13 mars 1912       | 13 mars 1912     | 35° 14′ 30″ nord, 9° 07′ 11″ est | Basilique de Bellator et ses dépendances                                                                                     | Télécharger une image |
| 42-48                | Sbeïtla               | Amphithéâtre |         | 19 mars 1894       | 19 mars 1894     | 35° 14′ 37″ nord, 9° 06′ 53″ est | Amphithéâtre | Télécharger une image |
| 42-49                | Sidi Abid             | Mausolée romain, à 6 kilomètres au sud de la station de Kasserine |         | 25 janvier 1922    | 25 janvier 1922  | à géolocaliser                   | Image manquante Téléverser                                                                                                   | Télécharger une image |
| 42-50                | Sidi Abid             | Cinq pressoirs romains de l'enchir Sidi Abid, lieu dit, situé à 6 km au sud de la station de Kasserine                                                                                    |         | 16 novembre 1928   | 16 novembre 1928 | à géolocaliser                   | Image manquante Téléverser                                                                                                   | Télécharger une image |
| 42-51                | Fériana               | Citadelle à tours de Ras-el-Aïn |         | 26 janvier 1893    | 26 janvier 1893  | à géolocaliser                   | Citadelle à tours de Ras-el-Aïn                                                                                              | Télécharger une image |
| 42-52                | Fériana               | Thermes au sud du Koudiat-es-Safra |         | 26 janvier 1893    | 26 janvier 1893  | à géolocaliser                   | Thermes au sud du Koudiat-es-Safra                                                                                           | Télécharger une image |
| 42-53                | Fériana               | Grande basilique au nord-est des 4 piliers |         | 3 mars 1915        | 3 mars 1915      | à géolocaliser                   | Grande basilique au nord-est des 4 piliers                                                                                   | Télécharger une image |
| 42-54                | Fériana               | Basilique à 50 mètres au sud-ouest de la citadelle |         | 3 mars 1915        | 3 mars 1915      | à géolocaliser                   | Basilique à 50 mètres au sud-ouest de la citadelle                                                                           | Télécharger une image |
| 42-55                | Fériana               | Basilique située sur la rive gauche de l'oued-Mamoura |         | 3 mars 1915        | 3 mars 1915      | à géolocaliser                   | Image manquante Téléverser                                                                                                   | Télécharger une image |
| 42-56                | Fériana               | Gradins du théâtre, entre le Koudiat-es-Safra et l'oued bou Haya |         | 26 janvier 1893    | 26 janvier 1893  | à géolocaliser                   | Gradins du théâtre, entre le Koudiat-es-Safra et l'oued bou Haya                                                             | Télécharger une image |
| 42-57                | Fériana               | Chapelle chrétienne située sur la rive droite de l'oued Mamoura |         | 3 mars 1915        | 3 mars 1915      | à géolocaliser                   | Image manquante Téléverser                                                                                                   | Télécharger une image |
| 42-58                | Fériana               | Ensemble des édifices chrétiens situés à l'est de la citadelle |         | 3 mars 1915        | 3 mars 1915      | à géolocaliser                   | Ensemble des édifices chrétiens situés à l'est de la citadelle                                                               | Télécharger une image |
| 42-59                | Fériana               | Quatre colonnes corinthiennes dites El Akhouat |         | 26 janvier 1893    | 26 janvier 1893  | à géolocaliser                   | Quatre colonnes corinthiennes dites El Akhouat                                                                               | Télécharger une image |
| 42-60                | Ksar el-Khadem        | Fort byzantin |         | 13 mars 1912       | 13 mars 1912     | à géolocaliser                   | Image manquante Téléverser                                                                                                   | Télécharger une image |
| 42-61                | Ksar el-Foul          | Fortin rectangulaire |         | 26 janvier 1893    | 26 janvier 1893  | à géolocaliser                   | Image manquante Téléverser                                                                                                   | Télécharger une image |
| 42-62                | Majel Bel Abbès       | Aqueduc attenant à la grande citerne rectangulaire |         | 26 janvier 1893    | 26 janvier 1893  | 34° 44′ 14″ nord, 8° 31′ 09″ est | Aqueduc attenant à la grande citerne rectangulaire                                                                           | Télécharger une image |
| 42-63                | Majel Bel Abbès       | Grande citerne rectangulaire |         | 26 janvier 1893    | 26 janvier 1893  | 34° 44′ 16″ nord, 8° 31′ 05″ est | Grande citerne rectangulaire                                                                                                 | Télécharger une image |
| 42-64                | Majel Bel Abbès       | Kasr |         | 26 janvier 1893    | 26 janvier 1893  | 34° 44′ 16″ nord, 8° 31′ 10″ est | Kasr | Télécharger une image |
| 42-65                | Majel Bel Abbès       | Citerne circulaire |         | 26 janvier 1893    | 26 janvier 1893  | 34° 44′ 14″ nord, 8° 31′ 12″ est | Citerne circulaire | Télécharger une image |
| 42-66                | Majel Bel Abbès       | Petite citerne rectangulaire |         | 26 janvier 1893    | 26 janvier 1893  | 34° 44′ 14″ nord, 8° 31′ 12″ est | Petite citerne rectangulaire                                                                                                 | Télécharger une image |
| 42-67                | Thala                 | Porte antique cintrée, englobée dans les dépendances de la grande mosquée |         | 26 janvier 1893    | 26 janvier 1893  | à géolocaliser                   | Image manquante Téléverser                                                                                                   | Télécharger une image |
| 42-68                | Thala                 | Grand mausolée à deux étages |         | 26 janvier 1893    | 26 janvier 1893  | à géolocaliser                   | Image manquante Téléverser                                                                                                   | Télécharger une image |
| 42-69                | Henchir Mezirda       | Kasr |         | 26 janvier 1893    | 26 janvier 1893  | à géolocaliser                   | Image manquante Téléverser                                                                                                   | Télécharger une image |
| 42-70                | Henchir Mezirda       | Deux citernes circulaires |         | 26 janvier 1893    | 26 janvier 1893  | à géolocaliser                   | Image manquante Téléverser                                                                                                   | Télécharger une image |
| 42-71                | Henchir Mezirda       | Citerne rectangulaire |         | 26 janvier 1893    | 26 janvier 1893  | à géolocaliser                   | Image manquante Téléverser                                                                                                   | Télécharger une image |
| 42-72                | Henchir Ebladi        | Fort byzantin |         | 12 mai 1901        | 12 mai 1901      | à géolocaliser                   | Image manquante Téléverser                                                                                                   | Télécharger une image |
| 42-73                | Henchir el-Baroud     | Grand réservoir polygonal |         | 8 mai 1895         | 8 mai 1895       | à géolocaliser                   | Image manquante Téléverser                                                                                                   | Télécharger une image |
| 42-74                | Henchir el-Baroud     | Citernes |         | 8 mai 1895         | 8 mai 1895       | à géolocaliser                   | Image manquante Téléverser                                                                                                   | Télécharger une image |
| 42-75                | Henchir el-Baroud     | Restes du moulin à huile |         | 8 mai 1895         | 8 mai 1895       | à géolocaliser                   | Image manquante Téléverser                                                                                                   | Télécharger une image |
| 42-76                | Henchir el-Berka      | Basilique chrétienne avec les bas-reliefs |         | 12 mai 1901        | 12 mai 1901      | à géolocaliser                   | Image manquante Téléverser                                                                                                   | Télécharger une image |
| 42-77                | Henchir el-Khima      | Église |         | 26 janvier 1893    | 26 janvier 1893  | à géolocaliser                   | Image manquante Téléverser                                                                                                   | Télécharger une image |
| 42-78                | Henchir el-Khima      | Porte monumentale |         | 26 janvier 1893    | 26 janvier 1893  | à géolocaliser                   | Image manquante Téléverser                                                                                                   | Télécharger une image |
| 42-79                | Henchir el-Khima      | Mausolée romain |         | 12 mai 1901        | 12 mai 1901      | à géolocaliser                   | Image manquante Téléverser                                                                                                   | Télécharger une image |
| 42-80                | Henchir Ez-Zaâtli     | Mausolée de Postumia Matronilla |         | 26 janvier 1893    | 26 janvier 1893  | à géolocaliser                   | Image manquante Téléverser                                                                                                   | Télécharger une image |
| 42-81                | Henchir Roura         | Ksar byzantin avec inscription latine sur la porte |         | 12 mai 1901        | 12 mai 1901      | à géolocaliser                   | Image manquante Téléverser                                                                                                   | Télécharger une image |
| 42-82                | Henchir el-Garba      | Deux réservoirs circulaires |         | 26 janvier 1893    | 26 janvier 1893  | à géolocaliser                   | Image manquante Téléverser                                                                                                   | Télécharger une image |
| 42-83                | Henchir el-Ktib       | Mausolée rectangulaire en grand appareil |         | 26 janvier 1893    | 26 janvier 1893  | à géolocaliser                   | Image manquante Téléverser                                                                                                   | Télécharger une image |
| 42-84                | Henchir el-Melia      | Citernes |         | 12 mai 1901        | 12 mai 1901      | à géolocaliser                   | Image manquante Téléverser                                                                                                   | Télécharger une image |
| 42-85                | Henchir el-Melia      | Tombeaux romains |         | 12 mai 1901        | 12 mai 1901      | à géolocaliser                   | Image manquante Téléverser                                                                                                   | Télécharger une image |
| 42-86                | Henchir en Naam       | Réservoir rectangulaire à contreforts intérieurs |         | 26 janvier 1893    | 26 janvier 1893  | à géolocaliser                   | Image manquante Téléverser                                                                                                   | Télécharger une image |
| 42-87                | Henchir en Naam       | Mausolée |         | 26 janvier 1893    | 26 janvier 1893  | à géolocaliser                   | Image manquante Téléverser                                                                                                   | Télécharger une image |
| 42-88                | Henchir Oum el-Aouath | Deux basiliques |         | 12 mai 1901        | 12 mai 1901      | à géolocaliser                   | Image manquante Téléverser                                                                                                   | Télécharger une image |
| 42-89                | Henchir Bir Oum Ali   | Quatre mausolées |         | 12 mai 1901        | 12 mai 1901      | à géolocaliser                   | Image manquante Téléverser                                                                                                   | Télécharger une image |
| 42-90                | Henchir Bir Oum Ali   | Basilique |         | 12 mai 1901        | 12 mai 1901      | à géolocaliser                   | Image manquante Téléverser                                                                                                   | Télécharger une image |
| 42-91                | Henchir Tamesmida     | Grande forteresse romaine à tours |         | 26 janvier 1893    | 26 janvier 1893  | à géolocaliser                   | Image manquante Téléverser                                                                                                   | Télécharger une image |
| 42-92                | Henchir Tamesmida     | Deux petits fortins à merlons, auprès des réservoirs |         | 26 janvier 1893    | 26 janvier 1893  | à géolocaliser                   | Image manquante Téléverser                                                                                                   | Télécharger une image |
| 42-93                | Henchir Tamesmida     | Grand réservoir circulaire |         | 26 janvier 1893    | 26 janvier 1893  | à géolocaliser                   | Image manquante Téléverser                                                                                                   | Télécharger une image |
| 42-94                | Henchir Herbouk       | Tombeau carré |         | 12 mai 1901        | 12 mai 1901      | à géolocaliser                   | Image manquante Téléverser                                                                                                   | Télécharger une image |
| 42-95                | Henchir Herbouk       | Tombe romaine |         | 26 janvier 1893    | 26 janvier 1893  | à géolocaliser                   | Image manquante Téléverser                                                                                                   | Télécharger une image |
| 42-96                | Henchir Tamouda       | Mausolée romain, à 6 kilomètres au sud de la station de Kasserine |         | 25 janvier 1922    | 25 janvier 1922  | à géolocaliser                   | Image manquante Téléverser                                                                                                   | Télécharger une image |
| 42-97                | Henchir Sidi Naceur   | Fortin situé à l'enchir Sidi Naceur |         | 16 novembre 1928   | 16 novembre 1928 | à géolocaliser                   | Image manquante Téléverser                                                                                                   | Télécharger une image |
| 42-98                | Henchir Siouda        | Ksar carré, dans un fourré de cactus |         | 26 janvier 1893    | 26 janvier 1893  | à géolocaliser                   | Image manquante Téléverser                                                                                                   | Télécharger une image |
| 42-99                | Henchir Goubel        | Ruines de l'église sur la rive droite de l'oued |         | 26 janvier 1893    | 26 janvier 1893  | à géolocaliser                   | Image manquante Téléverser                                                                                                   | Télécharger une image |
| 42-100               | Henchir Khamor        | Mausolée avec un escalier, un portique, et sur les angles des pilastres corinthiens |         | 26 janvier 1893    | 26 janvier 1893  | à géolocaliser                   | Image manquante Téléverser                                                                                                   | Télécharger une image |
| 42-101               | Henchir Lellamhiriz   | Grand bassin |         | 12 mai 1901        | 12 mai 1901      | à géolocaliser                   | Image manquante Téléverser                                                                                                   | Télécharger une image |
| 42-102               | Henchir Magdoudech    | Mausolée romain |         | 12 mai 1901        | 12 mai 1901      | à géolocaliser                   | Image manquante Téléverser                                                                                                   | Télécharger une image |
| 42-103               | Haïdra                | Gare |         | 4 juillet 2016     | 4 juillet 2016   | 35° 33′ 57″ nord, 8° 26′ 54″ est | Image manquante Téléverser                                                                                                   | Télécharger une image |
| 42-104               | Foussana              | Rammadiya Kuddas Remad |         | 15 mars 2022       | 15 mars 2022     | à géolocaliser                   | Image manquante Téléverser                                                                                                   | Télécharger une image |
| 42-105               | Foussana              | Rammadiya préhistorique du site Aïn Metharchem à Bouderiès |         | 22 janvier 2024    | 22 janvier 2024  | à géolocaliser                   | Image manquante Téléverser                                                                                                   | Télécharger une image |